# Leptopelis millsoni
Leptopelis millsoni es una especie de anfibios de la familia Arthroleptidae.
Habita en Camerún, República Centroafricana, República del Congo, República Democrática del Congo, Guinea Ecuatorial, Gabón y Nigeria.
Su hábitat natural incluye bosques tropicales o subtropicales húmedos a baja altitud, ríos, marismas de agua fresca, tierras de pastos y zonas previamente boscosas muy degradadas.
Está amenazada de extinción por la pérdida de su hábitat natural.